# Bulotxkin
Bulotxkin (en rus: Булочкин) és un poble (una khútor) de l'óblast de Rostov, a Rússia, segons el cens rus del 2010 tenia 195 habitants. Pertany al districte de Zernograd.